# Tinh vân Xoắn Ốc
Tinh vân Xoắn Ốc, còn gọi là NGC 7293 hay Tinh vân con mắt là một tinh vân hành tinh lớn (Planetary nebula-PN) nằm trong chòm sao Bảo Bình. Nó được Karl Ludwig Harding khám phá ra, có lẽ là trước năm 1824, thiên thể này là một trong những tinh vân hành tinh sáng gần Trái Đất nhất Khoảng cách đến tinh vân được ước lượng khoảng 215 parsec hay 700 năm ánh sáng. Nó có hình dạng giống với Tinh vân Mắt Mèo và Tinh vân Chiếc Nhẫn, trong khi kích thước, độ tuổi, và các đặc tính vật lý lại giống với Tinh vân Quả Tạ, chỉ nhìn thấy khác khi chúng ta đến tương đối gần nó và nhìn từ góc nhìn xích đạo. Trong văn hóa đại chúng Tinh vân Xoắn Ốc thường được gọi là Mắt của Chúa (Eye of God) cũng như Mắt Sauron.

## Thông tin chung
Tinh vân Xoắn Ốc là một ví dụ về tinh vân hành tinh đã hình thành vào giai đoạn cuối của tiến hóa sao. Các khí từ ngôi sao trong không gian bao quanh xuất hiện, từ góc nhìn của chúng ta, như thể chúng ta đang nhìn xuống một cấu trúc giống như hình xoắn ốc. Phần lõi sao trung tâm còn lại, được biết đến như là nhân tinh vân hành tinh hay PNN, được định sẵn để trở thành một sao lùn trắng. Sự phát sáng đã quan sát được của sao trung tâm mạnh tới mức nó làm cho các khí bị đẩy ra trước đó phát huỳnh quang sáng.
Tinh vân Xoắn Ốc trong chòm sao Bảo Bình (Aquarius) nằm cách xa Trái Đất khoảng 700 năm ánh sáng, mở rộng khoảng 0,8 parsec hay 2,5 năm ánh sáng. Các bức ảnh gần đây của kính viễn vọng không gian Hubble về tinh vân Xoắn Ốc là hình ghép lại của các bức ảnh mới công bố gần đây từ thiết bị ACS và các bức ảnh góc rộng từ Mosaic Camera trên kính viễn vọng 0,9-mét WIYN tại Đài thiên văn quốc gia đỉnh Kitt.
Hiện tại, tinh vân này được ước tính có độ tuổi 10.600+2.300
−1.200 năm, thuần túy dựa trên tốc độ giãn nở đã đo đạc là 31 km·s−1.

## Cấu trúc

Ảnh động cho thấy sự hình thành tinh vân từ một sao khổng lồ đỏ.

Người ta cho rằng tinh vân Xoắn Ốc có hình dạng như một hình phỏng cầu thuôn dài với các tập trung mật độ mạnh về phía đĩa điền đầy dọc theo mặt phẳng xích đạo, và bán trục lớn của nó nghiêng khoảng 21° tới 37° từ góc nhìn của chúng ta. Kích thước của đĩa bên trong khoảng 8×19 phút cung tính theo đường kính (0,52 pc); gờ ngoài có kích thước 12×22 phút cung tính theo đường kính (0,77 pc); và vòng ngoài cùng nhất có đường kính khoảng 25 phút cung (1,76 pc). Chúng ta thấy vòng ngoài cùng nhất bị bẹt theo một bên là do sự va chạm của nó với không gian liên sao bao quanh.
Sự giãn nở của cấu trúc tinh vân hành tinh tổng thể này được ước tính là đã xảy ra trong 6.560 năm gần đây, và 12.100 năm cho đĩa bên trong. Về mặt quang phổ, tốc độ giãn nở của vòng ngoài là 40 km·s−1, và đĩa bên trong là khoảng 32 km·s−1.

### Các nút
Tinh vân Xoắn Ốc là tinh vân hành tinh đầu tiên được phát hiện có chứa các nút. Vòng chính của nó chứa các nút mờ đục, hiện nay đã được phát hiện trong nhiều tinh vân hành tinh cận kề. Các nút này có tính đối xứng xuyên tâm cao (từ PNN) và được miêu tả như là "sao chổi", mỗi nút chứa các chỏm sáng (các mặt quang ion hóa cục bộ) và các đuôi. Tất cả đều tỏa ra xa từ PNN theo hướng xuyên tâm. Loại trừ các đuôi, chúng có kích thước xấp xỉ cỡ như hệ Mặt Trời, trong khi mỗi nút chỏm về mặt quang học là dày do các photon Lyc từ PNN. Người ta ước tính có khoảng trên 20.000 nút "sao chổi" trong tinh vân Xoắn Ốc.
Nhiệt độ kích thích dao động trong khắp tinh vân Xoắn Ốc . Nhiệt độ quay-rung động nằm trong khoảng từ 1.800 K trong nút sao chổi nằm ở khu vực bên trong của tinh vân, khoảng 2,5′ (phút cung) từ PNN trung tâm, tới mức tính toán khoảng 900 K ở khu vực ngoài tại khoảng cách 5,6′.

## Thư viện ảnh

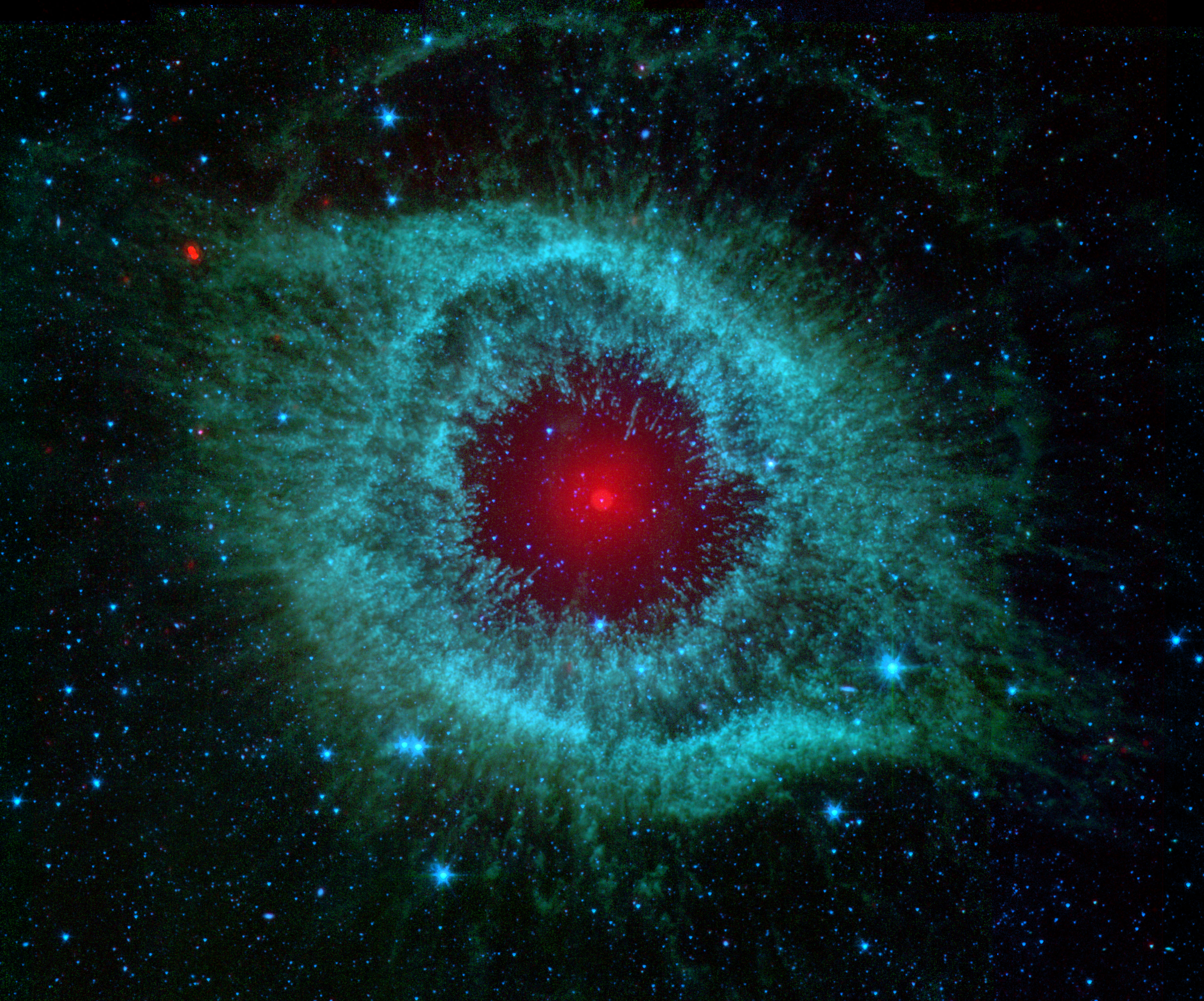
Ảnh hồng ngoại của Tinh vân Xoắn Ốc, do kính viễn vọng không gian Spitzer chụp năm 2007.
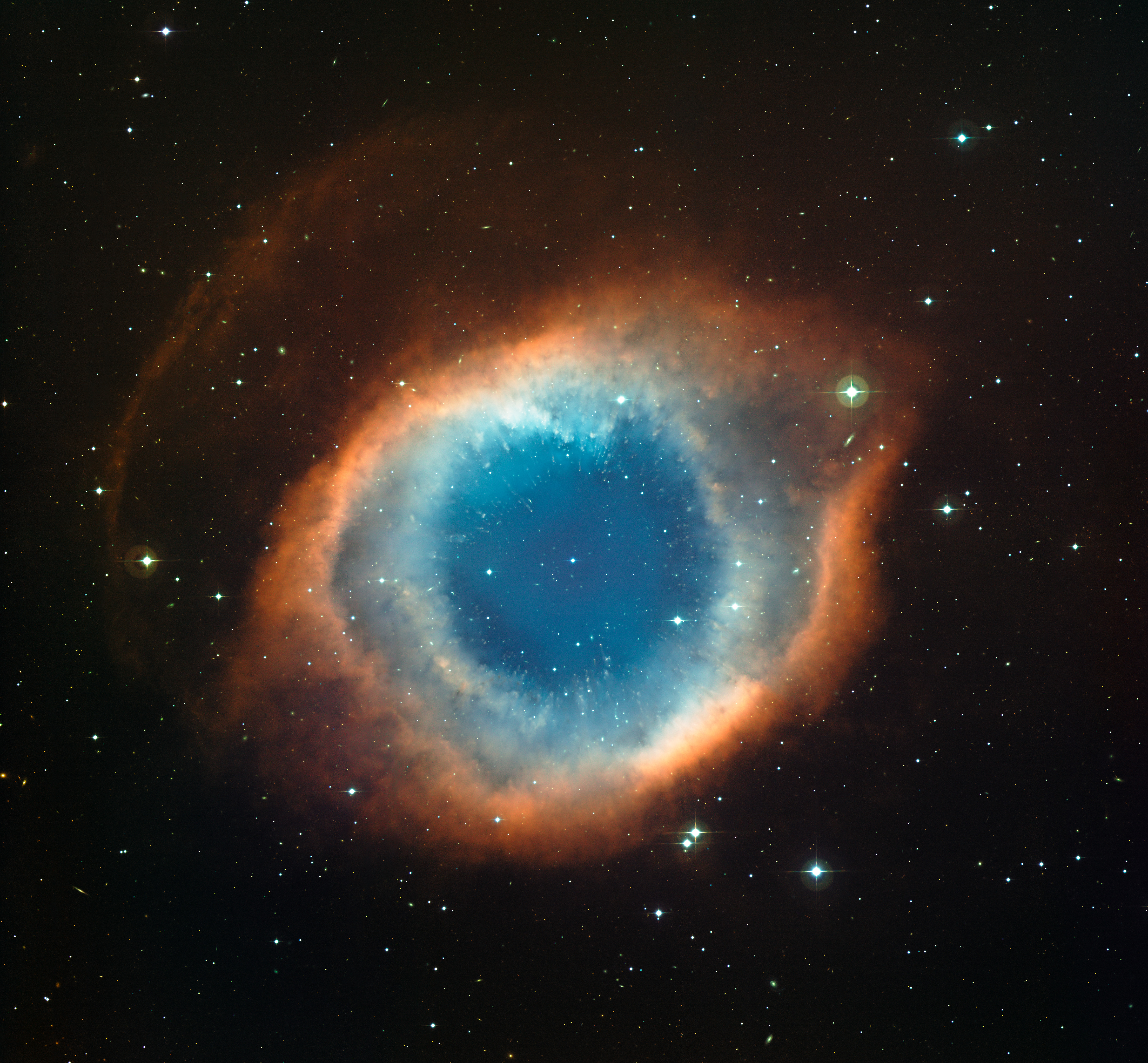
Ảnh tổ hợp màu của Tinh vân Xoắn Ốc, do máy ảnh trường rộng (WFI) chụp trên kính thiên văn 2,2-m MPG/ESO tại đài quan sát La Silla ở Chile. Ảnh của: ESO.